# Eugnamptus sheilae
Eugnamptus sheilae is een keversoort uit de familie Rhynchitidae. De wetenschappelijke naam van de soort is voor het eerst geldig gepubliceerd in 1990 door Hamilton.